# Taza, Son of Cochise
Taza, Son of Cochise is een Amerikaanse western film uit 1954 onder regie van Douglas Sirk. Het scenario is gebaseerd op een verhaal van Gerald Drayson Adams.

## Verhaal
Eind 19e eeuw. Enkele jaren na het beëindigen van de oorlogen tussen de Verenigde Staten en de Apache sterft Cochise, de leider van de Chiricahua Apache die zich overgegeven had in 1871. Zijn oudste zoon Taza belooft hem de vrede te handhaven binnen de stam.
Zijn broer Naiche hunkert er echter naar oorlog te voeren en begeert Oona, de verloofde van Taza. Hij wil zich aansluiten bij de oorlogszuchtige Geronimo, een Chiricahua Apacheleider die niet moet weten van de pioniers. Omdat hij zijn belofte wil nakomen moet Taza zijn broer het hoofd bieden.

## Rolverdeling
| Acteur             | Personage             |
| ------------------ | --------------------- |
| Rock Hudson        | Taza                  |
| Barbara Rush       | Oona                  |
| Gregg Palmer       | kapitein Burnett      |
| Rex Reason         | Naiche                |
| Morris Ankrum      | Grey Eagle            |
| Eugene Iglesias    | Chato                 |
| Richard H. Cutting | Cy Hegen              |
| Ian MacDonald      | Geronimo              |
| Robert Burton      | generaal George Crook |
| Joe Sawyer         | sergeant Hamma        |
| Lance Fuller       | luitenant Willis      |
| Bradford Jackson   | luitenant Richards    |
| James Van Horn     | Skinya                |
| Charles Horvath    | Kocha                 |
| Robert F. Hoy      | Lobo                  |
| Jeff Chandler      | Cochise               |